# Zelandomyia otagensis
Zelandomyia otagensis is een tweevleugelige uit de familie steltmuggen (Limoniidae). De soort komt voor in het Australaziatisch gebied.